# Bauhinia lingua
Bauhinia lingua là một loài thực vật có hoa trong họ Đậu. Loài này được DC. miêu tả khoa học đầu tiên.